# Stenolaemata
Stenolaemata é uma ordem de briozoários exclusivamente marinhos, tubulares ou cônicos que compreende cerca de 550 gêneros agrupados em 20 famílias. São encontrados registros fósseis abundantes do Ordoviciano ao Mesocretáceo, diminuindo sua predominância no Cretáceo Superior, mas ainda podem ser encontrados.

## Classificação
- Classe Stenolaemata Borg, 1926
  - Ordem Cyclostomata Busk, 1852
  - Ordem †Cryptostomata Vine, 1884 [=Cryptostomida]
  - Ordem †Cystoporata Astrova, 1964 [=Cystoporida]
  - Ordem †Trepostomata Ulrich, 1882
  - Ordem †Fenestrida Elias e Condra, 1957